# Élisabeth Pitz
Élisabeth Pitz, née à Sarrebruck en 1913 et morte à une date inconnue, est une reine de beauté française élue Miss Sarrebruck en 1934, puis Miss France en 1935.
Elle se retire après deux heures de « règne » et cède sa couronne à Gisèle Préville,  Miss Paris.

## Élection
Elle est élue Miss France le 18 mai 1935 à Paris. Le jury, qui s'était réuni dans les salons de la revue Comœdia, était présidé par le peintre Paul Chabas.
Les raisons de son désistement nous sont connues par la presse de l'époque. Selon le journal L'Ouest-Éclair du 19 mai 1935, « au moment de la proclamation du résultat de cette compétition, diverses protestations se sont élevées. Une courte bousculade s'ensuivit au cours de laquelle partisans et adversaires de la lauréate échangèrent des propos assez vifs. Les membres du jury calmèrent néanmoins l'assistance en rappelant que Mlle Élisabeth Pitz, bien qu'elle naquît en territoire allemand, avait toujours fait preuve de loyalisme à l'égard de sa patrie d'adoption, et l'incident s'arrêta là. Peu après, Mlle Pitz a fait savoir aux membres du jury qu'elle se désistait. En conséquence, le titre a été attribué à la candidate qui avait été seconde du tournoi, Mlle Gisèle Préville, jeune Parisienne de 16 ans ».
Élisabeth Pitz, d'origine sarroise, avait en effet opté pour la nationalité française après le plébiscite du 13 janvier 1935. Elle fut élue Miss Rhénanie peu après et fut candidate, comme Gisèle Préville, au titre de Miss Europe qui se déroula à Torquay le 1er juillet 1935.